# De què fa gust la lluna?
De què fa gust la lluna? és una obra de Michael Grejniec, escriptor i il·lustrador, nascut a Polònia, i traduïda per Maria Viu el 1999. És un referent de la literatura infantil i aquest conte, considerada la seva millor obra, és un treball magnífic pel missatge que finalment transmet. El conte, de 36 pàgines, es va publicar per primer cop el 2004 i és per a nens d'entre tres a sis anys. La història comença amb el capritx de la tortuga per mossegar la lluna. Quan veu que no hi arriba, comença a cridar a diferents animals com l'elefant, la girafa, el lleó i alguns més perquè l'ajudin. El seu objectiu és arribar a mossegar la lluna i entre tots ho intentaran.

## Argument
Durant molt temps els animals han volgut saber quin gust feia la lluna. Fins i tot, l'animal més gran intentava donar-li una mossegada però no hi arribava.
Un dia la tortuga va pujar a la muntanya més alta per poder tocar-la, però només s'hi apropava.
La tortuga va cridar a l'elefant perquè li pugés a l'esquena i així doncs intentar tocar la lluna, però no van poder. Seguidament van intentar-ho diferents animals: la girafa, la zebra, el lleó, la guineu, el mico, tots pujats un sobre l'altre, però ningú hi arribava. Finalment van cridar al ratolí, que tot i ser l'animal més petit, ho va aconseguir. Va agafar un tros de lluna i la va tastar. Va repartir aquest tros amb tots els animals que volien saber quin gust feia la lluna i a cadascú li feia gust d'allò que més els agradava.
Però, el peix, que s'estava mirant tot el que passava, es va preguntar perquè havien format aquell embolic per arribar a la lluna quan en tenien un altre a l'aigua, que tenien més a prop.

## Valors
Començant pel tema, qui no ha volgut tocar la lluna en algún moment? Al llarg del conte els personatges ho intenten, s'estiren, allarguen el coll, els braços, les potes… però no són capaços d'aconseguir-la fins que col·laboren per arrencar un trosset de la lluna.
La història remarca la importància del treball en equip, la col·laboració, i els somnis compartits, l'amistat, la superació i l'empatia. Hi ha desitjos que, a primer cop d'ull, semblen impossibles però que es fan realitat gràcies a la cooperació i l'ajuda mútua.
Hem de recordar que les coses es fan millor si les fem en equip, a més en aquesta història no hi ha diferències de races, tots són amics i s'ajuden per a aconseguir una fi comuna. El treball en equip forma part de la nostra vida i ja des dels primers anys és important potenciar aquesta qualitat perquè serà un valor que ens acompanya sempre.
I, al final, el ratolí aconsegueix arrencar-lo, el més petit i suposadament més feble de tots... a vegades subestimar a algú ens porta moltes sorpreses, que és el que li passa a la lluna quan veu al ratolí. Ensenya que subestimar als altres a vegades no ens porta pel camí desitjat. Aquest tros el reparteix entre tots i... el sabor de la lluna és aquell que cadascú vol que tingui, en ocasions, és important voler que les coses siguin d'una manera, creure-les i així, fer-ho possible. Tot es narra amb una mica d'humor que ens aporta la lluna riallera i una mica juganera.

## Estructura narrativa
El conte De què fa gust la lluna?, compta amb tres parts: el plantejament, on s'introdueix el problema; el nus, on succeeix tota l'acció; i el desenvolupament, on se soluciona el problema exposat a l'inici.

### Estructura repetitiva-acumulativa
El conte té una clara estructura repetitiva i acumulativa, que es mostra en el nus de la història. En aquesta es mostra com un dels animals intenta arribar a la lluna, i quan veu que no ho aconsegueix, crida a un altre animal per ajudar-lo, de manera que el següent se'n pujarà a l'esquena d'aquest que l'ha cridat. I així tota l'estona fins que arriba el ratolí, on ja aquesta estructura canvia.
L'aspecte físic també respecta aquesta estructura, ja que podem veure com, per una banda les imatges, en les quals trobem cada animal pujat a l'esquena de l'altra a mesura que la sèrie avança; i per altra banda el text, compon una estructura narrativa en el que la lluna s'allunya i els animals fan una torre.

### Les seqüències
En cada nova seqüència narrativa, trobem que hi ha una alternança de dreta a esquerra el text sobre un fons blanc i una pàgina il·lustrada sobre un fons negre. A la mateixa pàgina blanca on trobem el text, també veiem la figura de cadascun dels animals que van arribant, això simbolitza l'aïllament de cada animal que arriba i que fa contrast amb el conjunt de l'altra part de la pàgina.
Quan arriba el ratolí, es produeix un canvi a la seqüència, la lluna es cansa i es queda quieta. En aquest punt, hi ha una il·lustració molt significativa: els vuit animals es troben units i la lluna els mira inexpressiva. Per tant, a la part blanca del text, on abans anaven apareixent els animals en solitari, ara no apareix cap animal, avisant-nos que hem arribat al clímax del conte.
A la pàgina següent, la il·lustració de la lluna i el ratolí ocupa les dues pàgines, deixant que el text es mostri sobre la imatge. Aquesta estructura fa que ens adonem que ja ens trobem al desenllaç del conte, per la qual cosa ens la trobem a les següents pàgines.
A l'hora de parlar del final, trobem que hi ha dos finals: un primer final en el qual veiem als animals en ordre dormint junts, recalcant la moralitat del conte; però a la pàgina següent veiem que hi ha un altre final, en el que apareix un últim animal: un peix, el qual ens fa la impressió de què ens deixa en desconcert, ja que porta present des de l'inici, encara que no participa en l'esforç positiu. Això passa ja que ell ho veu tot des d'una altra perspectiva, una més fluida i no tan rígida, simbolitzada per l'aigua. Aquest nou animal no entén el que fan, i ens desconcerta amb la seva reflexió, la qual culmina el conte:
«― Vaja, vaja! Tant d'esforç per arribar
a aquella lluna que hi ha al cel.
És que no vist que aquí, a l'aigua,
N'hi ha una més a prop?»

## Simbologia
La Lluna: simbolitza els nostres somnis i aspiracions, els objectius que volem aconseguir.
Els animals: simbolitzen el valor del treball en equip demostrant que units poden aconseguir arribar a la Lluna però sols els és impossible.
El ratolí: el ratolí simbolitza que l'esforç, encara que siguis més dèbil que la resta, t'ajudarà a arribar als teus objectius. També simbolitza el valor de la solidaritat repartint trossos a la resta d'animals.
El peix: simbolitza la importància de la capacitat d'observació del món que ens rodeja i també afegeix un toc d'humor al conte.